# Liste der Baudenkmäler in Rannungen
Auf dieser Seite sind die Baudenkmäler in der unterfränkischen Gemeinde Rannungen zusammengestellt. Diese Tabelle ist eine Teilliste der Liste der Baudenkmäler in Bayern. Grundlage ist die Bayerische Denkmalliste, die auf Basis des Bayerischen Denkmalschutzgesetzes vom 1. Oktober 1973 erstmals erstellt wurde und seither durch das Bayerische Landesamt für Denkmalpflege geführt wird. Die folgenden Angaben ersetzen nicht die rechtsverbindliche Auskunft der Denkmalschutzbehörde.
 Diese Liste gibt den Fortschreibungsstand vom 15. April 2020 wieder und enthält 25 Baudenkmäler.

## Baudenkmäler
| Lage                                                              | Objekt                                                     | Beschreibung | Akten-Nr.     | Bild |
| ----------------------------------------------------------------- | ---------------------------------------------------------- | --- | ------------- | --- |
| Artfeldshöhe, am Weg nach Poppenlauer (Standort)                  | Wegkreuz                                                   | Kruzifix auf gebauchtem Postament mit Lorbeer umrankter Kartusche, Sandstein, bezeichnet „1890“ | D-6-72-143-22 | Wegkreuz |
| Friedhofstraße; Straße nach Maßbach (Standort)                    | Wegkreuz                                                   | Kruzifix auf gebauchtem Postament mit Girlanden geschmückter Inschriftenkartusche, Kunststeincorpus erneuert, Sandstein, bezeichnet „1869“ | D-6-72-143-14 | Wegkreuz |
| Hauptstraße (Standort)                                            | Bildstock                                                  | Reliefaufsatz mit Darstellung der 14 Nothelfer, eines Kreuzschleppers und Inschriftenkartuschen, Rückseite, auf Rundsäule über würfelförmigem Sockel mit barockem Ornament, Sandstein, bezeichnet „1716“ (die Bekrönungsfigur der Immaculata ist abhandengekommen und durch ein schlichtes Kreuz ersetzt) | D-6-72-143-6  | Bildstock |
| Hauptstraße 8 (Standort)                                          | Katholische Pfarrkirche St. Bonifatius                     | Chorturmkirche, Saalbau mit eingezogenem Chor und Chorturm von 1589 mit Welscher Haube nach 1731, Langhaus 1716 von Joseph Greissing; mit Ausstattung | D-6-72-143-1  | weitere Bilder |
| Hauptstraße 8 (Standort)                                          | Ölberggruppe                                               | barock, Sandstein, um 1780 | D-6-72-143-1  | weitere Bilder |
| Hauptstraße 8, vor der Kirche (Standort)                          | Ölberggruppe                                               | Jesus und drei schlafende Jünger, barock, Sandstein, um 1780 | D-6-72-143-1  | Ölberggruppe |
| Hauptstraße 11 (Standort)                                         | Hausfigur, Darstellung des heiligen Georg als Drachentöter | 18./19. Jahrhundert | D-6-72-143-4  | Hausfigur, Darstellung des heiligen Georg als Drachentöter                                                                            |
| Hauptstraße 17 (Standort)                                         | Ehemalige Zehntscheune                                     | Eingeschossiger Satteldachbau mit westlichem Treppengiebel, Bruchstein- bzw. Hausteinmauerwerk, 17. Jahrhundert | D-6-72-143-5  | weitere Bilder |
| Hohe Berg, am Weg nach Münnerstadt ()                             | Bildstock                                                  | Wegkreuz aus Sandstein, 1817, Korpus in Kunststein erneuert; nicht nachqualifiziert | D-6-72-143-21 | |
| Hohenstein (Standort)                                             | Bildstock                                                  | Reliefaufsatz mit Kielbogenabschluss und Kreuzbekrönung, mit Darstellung der Krönung Mariens, auf Rundsäule über teilweise erneuertem Tischsockel, Sandstein, bezeichnet „1742“ | D-6-72-143-16 | weitere Bilder |
| Johannesberg (Brunnenstraße) (Standort)                           | Wegkreuz                                                   | Kruzifix auf gebauchtem Postament mit Rocaille verzierter Inschriftenkartusche, Sandstein, bezeichnet „1819“ | D-6-72-143-3  | weitere Bilder |
| Kissinger Weg (Standort)                                          | Wegkreuz                                                   | Sandsteinkruzifix auf Tischsockel mit Inschrift und Relief einer Traubengirlande, darauf Gehäuse mit Figur der Muttergottes, Sandstein, bezeichnet „1886“ | D-6-72-143-20 | weitere Bilder |
| Ludwig-Erhard-Straße (Standort)                                   | Kreuzschlepper                                             | Figur des kreuztragenden Heiland auf Rundsäule, am Fuß mit Figurennische, darin Darstellung der Mater dolorosa, über Tischsockel, Sandstein, bezeichnet „1742“ | D-6-72-143-18 | weitere Bilder |
| Nähe Hauptstraße (Standort)                                       | Prozessionsaltar                                           | Reliefaufsatz mit baldachinbekrönter Pietàszene, Prophetenfiguren, sowie dem Evangelist Markus als Bekrönung, auf Tischsockel, Sandstein, wohl 1735 | D-6-72-143-13 | weitere Bilder |
| Nähe Schweinfurter Straße (Standort)                              | Kriegerdenkmal für 1914/18                                 | Zweistufiges Basement mit Sockel, darauf geböschtes Postament für Figur des heiligen Bonifatius, Sandstein, 1924 | D-6-72-143-31 | weitere Bilder |
| Nähe Schweinfurter Straße (Häfnershöhe) (Standort)                | Wegkreuz                                                   | Kruzifix auf Tischsockel mit Inschrift, am Kreuzesfuß Gebeine, Sandstein, bezeichnet „1913“ | D-6-72-143-15 | weitere Bilder |
| Nähe Talweg (Standort)                                            | Bildstock                                                  | Relieftafelaufsatz mit Darstellung der Bekehrung Pauli, Rückseite mit Anna Selbdritt sowie Madonnenbekrönungsfigur, auf Vierkantschaft mit Bandelwerkornamenten auf Tischsockel, Sandstein, bezeichnet „1718“                                                                                             | D-6-72-143-11 | weitere Bilder |
| Nähe Wiesenstraße; Wiesenstraße (Standort)                        | Prozessionsaltar                                           | Baldachinartiger Aufsatz mit rundbogem Dach und Steinkugelbekrönung mit eisernem Kreuzchen, an der Rückwand Pietàfigur, auf blockartigem Unterbau mit Kartusche, Sandstein, bezeichnet „1739“ | D-6-72-143-12 | weitere Bilder |
| Raiffeisenstraße 1 (Standort)                                     | Ehemaliges Gasthaus                                        | Zweigeschossiger Halbwalmbau mit massivem Erdgeschoss und Fachwerkobergeschoss, 1665 | D-6-72-143-7  | weitere Bilder |
| Sauleite (Standort)                                               | Wegkreuz                                                   | Kruzifix auf gebauchtem Sockel mit Inschrift und Blattgirlande, Sandstein, bezeichnet „1869“ | D-6-72-143-25 | weitere Bilder |
| Sauleite, Ebenhäuser Weg ()                                       | Wegkreuz                                                   | Sandstein, Anfang 19. Jahrhundert; nicht nachqualifiziert | D-6-72-143-19 | |
| Scherzergasse 4 (Standort)                                        | Ehemaliges Bauernhaus                                      | Zweigeschossiger Satteldachbau mit massivem Erdgeschoss und Fachwerkobergeschoss, verputzt, Mitte 18. Jahrhundert, um 1900 Dach erneuert | D-6-72-143-27 | weitere Bilder |
| Schweinfurter Straße 1 (Standort)                                 | Ehemaliger Gasthof                                         | Zweigeschossiger Mansarddachbau mit massivem Sockel und Fachwerkobergeschossen, verputzt, um 1794 | D-6-72-143-8  | weitere Bilder |
| Schweinfurter Straße 1 (Standort)                                 | Hoftor                                                     | Rundbogentor mit Sandsteingewände, bezeichnet „1794“ | D-6-72-143-8  | weitere Bilder |
| Schweinfurter Straße 9 (Standort)                                 | Prozessionsaltar                                           | Baldachinartiger Aufsatz mit rundbogigem Dach und Kreuzbekrönung, an der Rückwand Madonnenfigur, auf blockartigem Unterbau mit Kartusche, Sandstein, bezeichnet „1739“ | D-6-72-143-9  | weitere Bilder |
| Schweinfurter Straße 60 (Standort)                                | Marienkapelle                                              | Kleiner, historistischer Saalbau mit Satteldach, Ziegelmauerwerk mit Sandsteingliederung, 1878 | D-6-72-143-17 | weitere Bilder |
| Talweg 3 (Standort)                                               | Ehemaliges Schloss                                         | Eingeschossiger, verputzter Mansarddachbau, im Kern erste Hälfte 16. Jahrhundert, bezeichnet 1543, mit angrenzendem ehemaligem Wirtschaftsgebäude, zweigeschossiger, verputzter Satteldachbau, wohl gleichzeitig                                                                                          | D-6-72-143-10 | weitere Bilder |
| Talweg 3 (Standort)                                               | Nebengebäude, ehemaliges Wirtschaftsgebäude                | 16.–18. Jahrhundert | D-6-72-143-10 | weitere Bilder |
| Bahnlinie Schweinfurt - Meiningen (bei Bahn-km 19,988) (Standort) | Eisenbahntunnel                                            | 1874 (teilweise im Gebiet der Gemeinde Oerlenbach) | D-6-72-143-32 | [[Vorlage:Bilderwunsch/code!/C:50.178872,10.179345!/D:Bahnlinie Schweinfurt - Meiningen (bei Bahn-km 19,988), Eisenbahntunnel!/\|BW]] |

## Ehemalige Baudenkmäler
In diesem Abschnitt sind Objekte aufgeführt, die früher einmal in der Denkmalliste eingetragen waren, jetzt aber nicht mehr. Objekte, die in anderem Zusammenhang also z. B. als Teil eines Baudenkmals weiter eingetragen sind, sollen hier nicht aufgeführt werden. Aktennummern in diesem Abschnitt sind ehemalige, jetzt nicht mehr gültige Aktennummern.

| Lage                               | Objekt                                       | Beschreibung | Akten-Nr.     | Bild |
| ---------------------------------- | -------------------------------------------- | --- | ------------- | ---- |
| Artfeldshöhe ()                    | Wegkreuz                                     | Kruzifix auf gebauchtem Sockel mit Inschrift und Lorbeerkranz, Corpus und Kreuzstamm erneuert, Kunststein, Postament Sandstein, bezeichnet „1825“ | D-6-72-143-24 |      |
| Am nördlichen Ortsende (Talweg) () | Bildstock                                    | Mit ornamentierter Säule, 1718 | D-6-72-143-23 |      |
| Talweg 2 (Standort)                | Zweigeschossiges Fachwerkhaus mit Satteldach | Verputzt, in Ecklage, um 1700 | D-6-72-143-26 | BW   |